# President till varje pris
President till varje pris, originaltitel: Running Mates, är en amerikansk film från 2000 regisserad av Ron Lagomarsino.

## Handling
James är en ung politiker som försöker bli det Demokratiska partiets presidentkandidat. Många försöker påverka honom för att få det de vill ha. Klarar han att vara opåverkad eller inverkar kampanjbidraget på 100 miljoner dollar? Han måste också utse sin vice-president, ska han välja det säkra och utse den korrupta politikern eller välja den svarta hästen och utse maken till sin före detta älskarinna?

## Om filmen
Filmen är inspelad i Los Angeles och hade världspremiär i USA den 13 augusti 2000.

## Rollista
- Tom Selleck – guvernör James Reynolds Pryce
- Laura Linney – Lauren Hartman
- Nancy Travis – Jennifer "Jenny" Pryce
- Teri Hatcher – Shawna
- Faye Dunaway – Meg Gable
- Bob Gunton – senator Terrence Randall
- Bruce McGill – senator Mitchell Morris
- Robert Culp – senator Parker Gable
- Caroline Aaron – Jody Daniels
- Wayne Pére – Aide Larry
- Phillip Brock – Aide Fermin
- Matt Malloy – Aide Sam
- Rachel Wilson – Heather Gable
- Steffani Brass – Brooke Pryce
- Gia Franzia – delegat

### Webbkällor
- President till varje pris på Internet Movie Database (engelska)